# 鮮于英
鮮于 英（ソヌ・ヨン、朝鮮語: 선우영、1946年11月29日 - 2009年8月7日）は、朝鮮民主主義人民共和国の画家（朝鮮画、洋画）。
母は教員で手芸家のロ・ジョンヒ。死去までに発表した作品の中で、60点近くが北朝鮮の国宝に指定されている。

## 経歴
平壌出身。平壌美術大学卒。中央美術創作社のほか、万寿台創作社の朝鮮画創作団に加入した。活動の中で、功勲芸術家、人民芸術家の称号を受けた。